# Greatwall
「greatwall」（グレートウォール）は、ねごとの楽曲。同グループ5枚目のシングルとして2012年12月5日にKi/oon Musicから発売された。

## 解説
- 「negoto3 project」と題されたねごとの4ヶ月連続リリース企画の第二弾シングル。
- この企画ではG盤と呼ばれる本作の他に、N盤の「nameless」、T盤の「たしかなうた」の2枚のシングルおよび2ndアルバム「5」がリリースされた。
- 期間限定生産盤にはシングルにあわせて、表題曲となっている「greatwall」のミュージックビデオを収録したDVDがついているほか、メンバーオリジナルデザインのメッセージプリントが封入されている(全4種中1種)。
- カップリングの「ながいまばたき」は映画『今日、恋をはじめます』のテーマ曲となっており、同映画のテーマ曲12曲を収録したアルバムにも「ながいまばたき」が収録されている。

## 収録曲

### 期間限定盤
| 全作詞・作曲: ねごと。 |                                                              |        |            |      |
| #                      | タイトル                                                     | 作詞   | 作曲・編曲 | 時間 |
| 1.                     | 「greatwall」                                                | ねごと | ねごと     | 3:47 |
| 2.                     | 「ながいまばたき」(映画『今日、恋をはじめます』テーマソング) | ねごと | ねごと     | 4:29 |
| 合計時間:              | 合計時間:                                                    | 8:17   |            |      |

### 通常盤
| 全作詞・作曲: ねごと。 |                                                      |        |            |      |
| #                      | タイトル                                             | 作詞   | 作曲・編曲 | 時間 |
| 1.                     | 「greatwall」                                        | ねごと | ねごと     | 3:47 |
| 2.                     | 「ながいまばたき」                                   | ねごと | ねごと     | 4:34 |
| 3.                     | 「サイダーの海（2012.5.12 at Shibuya AX LIVE mix）」 | ねごと | ねごと     | 3:41 |
| 合計時間:              | 合計時間:                                            | 12:03  |            |      |

## 収録アルバム
| 曲名      | アルバム | 発売日       | 備考                  |
| --------- | -------- | ------------ | --------------------- |
| greatwall | 『5』    | 2013年2月6日 | 2ndオリジナルアルバム |